# まいど!火曜日はKEIRIN
まいど!火曜日はKEIRIN（まいど!かようびはけいりん）とは、サンテレビジョンで2005年4月から2010年3月まで放送されていた競輪の中継および関連情報の番組である。
サンテレビではこれまでも岸和田競輪場・西宮競輪場・甲子園競輪場（西宮と甲子園は現在廃止）のレース実況中継を展開してきたが、2005年に岸和田で開かれた読売新聞社杯全日本選抜競輪の開催気運を盛り上げるとともに、放送当日に岸和田で行われる本場開催または場外発売される全国各地で行われる記念競輪(GIII)、S級シリーズ(FI)のレース中継を、原則として毎週火曜日に行っていた。

## 放送時間
毎週火曜日　16:00～16:53
※例外
2007年1月2日（岸和田F1開催最終日）、5月25日（岸和田記念2日目）はスペシャルとして15:00~16:53に拡大。

## 司会
- 橋本悠督（2006年4月4日～2010年3月16日)
- 星野めぐみ（2006年4月4日～2010年3月16日)

## 過去の出演
- 岸根正朋（2005年4月5日～2006年3月28日)
- 篠永有美子（2005年4月5日～2006年3月28日)
- 馬谷優美子（2006年4月4日～2007年3月27日)

## 特別編成時の処置
- 岸和田キング争覇戦(GIII)が開催されるときは、曜日にかかわらず、まいど枠放送されるときがあった。

- ゴールデンウイークに阪神タイガースのデーゲーム中継を行う場合や、年末に賞金王決定戦のトライアルが中継される場合、この番組は休止された。その場合は原則他の曜日に振り替えて中継していた。

- 他の曜日に中継をする場合、例えば月曜日なら「まいど!月曜日もKEIRIN」とタイトルの放送曜日の部分を変える。

- GII以上のビッグレースが行われる場合は、この番組としてではなく特別番組枠として現地放送局製作の中継を放映することもある。この場合、別の曜日に振り替えて放送することはないが、例外としてKEIRINグランプリ08が中継された2008年12月30日放送分は、2009年1月2日（本場F1開催初日）に振り替え放送された。また、まれに現地からの中継からの中継が15:00から放送されていた場合でも、16:00以降は通常通り「まいど!火曜日もKEIRIN」が放送されたこともあった。

- 2005年以降岸和田競輪場で行われたGIレースで、火曜日であった同年12月6日の読売新聞社杯全日本選抜競輪決勝戦当日と2009年3月3日の日本選手権競輪初日当日、および同年5月5日SSシリーズ風光る決勝戦当日も「まいど！火曜日はKEIRIN」自体は放送休止となり、中継番組枠として15:00～16:50（SSシリーズ風光るは17:00迄）に放送された。

- 日によっては2場併売の日もある。この場合、岸和田と他場との併売の場合は、S級シリーズのFI開催の場合は岸和田のレースを生中継して、他場はVTRでの放映となる。FII開催の場合、2007年までは10レース制で最終レースは15時台に発走するので、番組では場外の他場のレースを生中継して、岸和田のレースはVTRでの放映だった。2008年以降は12レース制になり、最終レースは16時台に行われるようになったので、岸和田のレースが中継される。また、F1開催の場外の場合、近畿地区以外にもう1場発売して2場併売の日もある。この場合は、近畿地区で行われているレースを中継した。

- 他にもレース中継の前後や、レース中継のない日には岸和田競輪場のスタジオから競輪に関連する様々なトピックスや注目レースの展望コーナーなどを編成していた。

- 2010年3月16日（岸和田キング争覇戦(GIII)決勝戦当日）の放送が最終回となり、放送終了。

2008年4月1日放送分より岸和田競輪のホームページで放送当日の19時から翌日の24時までの間オンデマンド放送をしていた。これにより、サンテレビを視聴できない地域においても、視聴することが可能だった。なおGII以上のグレードレースの現地中継はオンデマンド放送で視聴することはできなかった。